# Chiesa di San Giacomo (Cuasso al Monte)
La chiesa di San Giacomo è una chiesa cristiana cattolica sita nel comune di Cuasso al Monte, nella frazione di Cuasso al Piano.

## Storia

### Intitolazione a Santa Cristina
Il primo nucleo dell’edificio risale al Medioevo, come esposto dal chierico Goffredo da Bussero nel Liber Notitiae Sanctorum Mediolani. Anticamente era intitolata alla sola Santa Cristina, e sul manoscritto del chierico compare indicata come "In plebe arzago sepri, loco cuuasi ecclesia sancte cristine". Qui ci celebrò il Beato Manfredo Settala, prima di recarsi sul Monte San Giorgio in Svizzera per condurre vita eremitica. È una delle più antiche chiese della zona della Valceresio.
Nel 1455 si ha la visita pastorale del cardinale ed arcivescovo di Milano Gabriele Sforza e la conseguente redazione del "Visitatio de Arcisate [...] del 26 luglio 1455", ovvero il resoconto di essa. Qui viene indicata come "Capella sancre Crestine de cuasso curata vacans" (qui viene esplicitata la mancanza di un curato che si occupasse della cura d'anime). La struttura precedente della chiesa, più piccola di quella attuale, si fa risalire a questo periodo. All’epoca accoglieva i fedeli provenienti dai paesi di Cuasso, Besano e Porto Ceresio.
Il 1 novembre 1561 nella chiesa fu eretta da Ambrogio Calco la Confraternita del Santissimo Sacramento.

### Intitolazione a San Cristoforo
Il 30 ottobre 1567 il sacerdote della comunità cuassese Giovanni (indicato come Jo') Antonio de Vancino redige il documento "Inventario dei beni et paramenti", nel quale indica le chiese subordinate alla curazia di Cuasso al Piano e la quantità e situazione dei suppellettili a sua disposizione. Questo è il più antico documento (non notarile) sinora trovato a Cuasso. Qui la chiesa viene descritta nelle sue misure e viene, per la prima volta, indicata come "giesia in titulata a .s.to christoforo", ovvero intitolata a San Cristoforo. Santa Cristina venne sostituita quindi da San Cristoforo, protettore dei viandanti.
Il 2 novembre 1567 si ha la visita pastorale dell'arciprete di Monza. Nel resoconto compare come chiesa parrocchiale di San Cristoforo, sita nella località di Cuasso al Piano (chuasij ad planum) sotto la pieve di San Vittore di Arcisate. Questo è il primo documento in cui viene accennata la creazione della parrocchia di Cuasso al Piano, la cui data di erezione non è attualmente nota. La chiesa verrà di lì a poco allargata verso est a causa dell’incremento della domanda di posti per i fedeli dei tre paesi. 
Nel 1574, per volontà di San Carlo Borromeo in visita pastorale, dalla parrocchia di Cuasso al Piano furono distaccate le frazioni montane, affidandole ad una di nuova creazione, ovvero quella di Cuasso al Monte, intitolata a Sant'Ambrogio. Rimasero però inglobati ancora i paesi di Porto e Besano, che si distaccheranno nel 1608.

### Intitolazione a San Giacomo apostolo
Sia Santa Cristina, che poi San Cristoforo, vennero soppiantati da San Giacomo il Maggiore, attuale Santo titolare della chiesa. Il cambio di intitolazione non è né databile ed i motivi non sono completamente comprensibili, ma solo ipotizzati. Le quattro ipotesi sul cambiamento di nome sono:
- La dominazione spagnola locale, che ha portato la diffusione del culto di San Giacomo di Compostela
- La coincidenza dei giorni di festa di San Giacomo e San Cristoforo, entrambi il 25 luglio
- La vicinanza al torrente Cavallizza ed il possibile richiamo alla tradizionale storia di San Giacomo
- Dei rapporti con dei costruttori o dei finanziatori, e la loro conseguente influenza nei progetti

Visto il costante incremento della popolazione, la popolazione chiese al vicario la costruzione di una chiesa più grande, capace di accogliere molti più fedeli: dopo secoli dalla fondazione della chiesa di San Giacomo, la suddetta veniva sostituita dalla chiesa parrocchiale di Sant’Antonio Abate di nuova costruzione (1743-1745).

## Costruzione
La chiesa sorge in direzione est sopra un antico cimitero, ora collocato poco più sotto.

### Struttura originale
Nel 1567 durante i lavori di espansione viene distrutto l'abside originale. Quello attuale presenta un altare a muro (Altare Maggiore della Sacra Conservazione), sovrastato da un dipinto della “Madonna col Bambino” su un trono circondata da San Sebastiano e San Rocco, datato 10 ottobre 1576. Questi due santi vengono spesso raffigurati insieme perché protettori contro la peste. Il dipinto è simile a quello presente nella casa parrocchiale di Cuasso al Monte, anch’esso ispirato da quello dell’Abbazia di Sesto Calende. Nell’espansione viene pure creato un altare laterale sul lato destro, che oggi ospita una statua piuttosto antica, ma leggermente danneggiata, raffigurante San Giacomo, riconoscibile dalle tradizionali conchiglie ai suoi piedi.
La chiesa era originariamente affrescata, prevalentemente nella zona del Presbiterio. Vi sono dipinte sulle pareti le croci che ne indicano l'avvenuta consacrazione.

### Struttura attuale
La chiesa consiste in un'unica navata, sovrastata per due terzi da una volta a botte, eccetto per il Presbiterio, dove diventa una volta a crociera. La facciata è asimmetrica e presenta a destra un campaniletto di ferro a cui manca la campana, e sopra il portone d’ingresso due dipinti piuttosto rovinati. Su cosa raffigurino vi sono due ipotesi: secondo la prima raffigurano un’Annunciazione, con l’Arcangelo Gabriele e la Vergine Maria; l'altra, meno avvalorata, che siano Santa Cristina e San Cristoforo. Al centro, sotto, era raffigurato nel triangolo l’Occhio di Dio. Sovrasta il portone un angelo in pietra.
All’interno giacciono sul lato destro due ambienti, il primo dei quali un ripostiglio sottostante il campaniletto e perciò da lì azionato manualmente, mentre il secondo è una sacrestia. Sullo stesso lato c’è l’Altare di San Giacomo, ancora dipinto. Il lato sinistro presentava una porta, chiusa tempo fa dalla costruzione di un garage che serve la casa antistante, anticamente casa del cappellano ed ora proprietà residenziale. Nella sacrestia vi era un'ulteriore porta, anch'essa chiusa.

Nella controfacciata sovrasta il portale un affresco con una scritta in latino che legge
finitimarum Vetustissimam atque parentem
Peculiari prosequatur veneratione»
che tradotto è
matrice delle chiese vicine,
sia rispettata con particolare venerazione»

## Attualità
A novembre 2023 si è formato spontaneamente un gruppo di volontari il cui scopo è quello di pulire e sistemare, appunto il nome "Gruppo per la chiesa di San Giacomo", questo importante luogo cuassese, al fine di far ritornare la chiesa al suo splendore originale. Ne garantisce l'apertura in speciali occasioni e ne cura la manutenzione ordinaria ed i lavori straordinari. Agisce sotto la parrocchia di Cuasso al Piano.